# MAYUMI
MAYUMI（マユミ、本名：山本 真由美）は東京と名古屋で活躍するヘアデザイナー。岐阜県出身。ミスエッセンス代表。
幼少期にロンドンで見たカット技術に魅了され、サスーンのカットスクールにて美容師を志す。日本国内で5インチのハサミを最初に取り入れ、各種コンクールに受賞多数。自身が開発した「MAYUMI CUT」は商標登録されている。目の前のお客様を綺麗にする美容師という職業に価値を上げていきたいという持論から自身のカット料金を60,000円以上に設定し40年以上維持し続けている。現在は日本一稼ぐ美容師として年間１億円以上。多くのお客様に応援して頂いている。ロサンゼルス、韓国・アメリカ・中国などでも講習経験を持つ。

## 経歴
- 1998年テレビ東京系『TVチャンピオン全国美容選手権』二度優勝。
- 全国ヴィダルサスーン杯受賞
- JHA受賞
- 2013年ユフォラLAにてヘアーショー・セミナー講師
- 2014年アジアビューティーエキスポ『今、一番光っている女性スタイリスト』セミナー講師を務める。
- 2015年日本経済新聞「つやのある髪手に入れたい」にて掲載。BS JAPAN「プラス1をみよう」に出演。
- 2016年早稲田大学招聘研究員
- 2016年コーセー美容専門学校　理事
- 2017年CBC「好きか嫌いか言う時間」に出演
- 2017年上海・北京にてセミナー講師・技術講師を務める
- 2021年第7回プラチナエイジ　美容アンチエイジング部門受賞
- 2021年9ru clinic (最先端医療クリニック・ペニンシュラ東京) アンバサダー就任

## MAYUMI CUT ＝ 頭蓋骨矯正カット・小顔ツヤカット
欧米人に比べて頭蓋骨が横に張った四角形で後頭部が絶壁の日本人に合わせた第一人者、立体的なカット技法。関西のラジオ番組に出演した際、パーソナリティに実際にカットし、高感度を得た。

## メディア
・TVチャンピオン
・本能Z
・東海テレビスイッチ
・他多数

## 著書
- 綺麗をかなえる法則（髪書房、2010年9月3日発売）ISBN 978-4903070360
- 「MAYUMI CUT」(髪書房、2018年発売）
- 加齢を華麗に変える！MAYUMI美髪メソッド (ハーパーコリンズ・ノンフィクション、2019年)
- MISS ESSENCE MAYUMI 人生を楽しむお洒落のコツ (TJMOOK、2020年)
- 『50歳からの髪と頭皮のお悩みQ＆A』　(徳間書店)